# Janet Blair

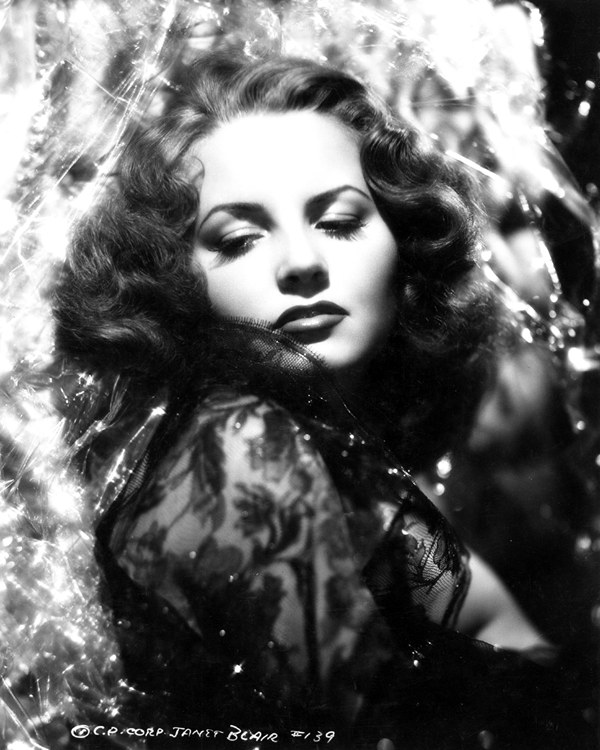
Janet Blair (1941)

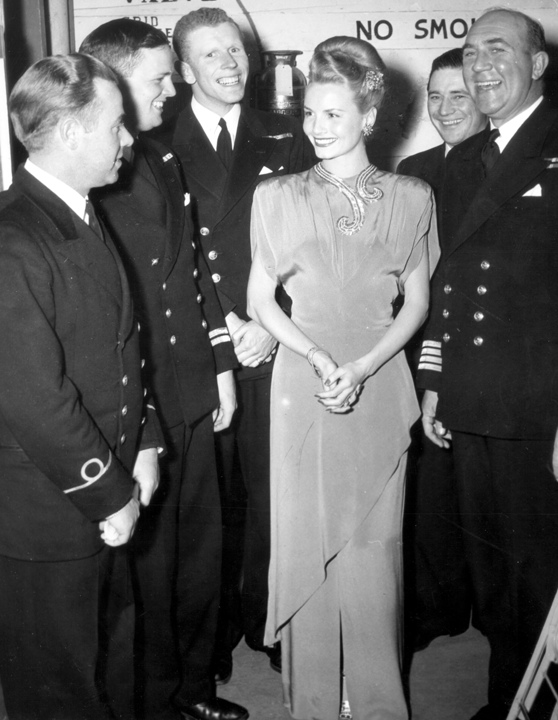
Janet Blair (1940er-Jahre)

Janet Blair (* 23. April 1921 in Altoona, Pennsylvania als Martha Jane Lafferty; † 19. Februar 2007 in Santa Monica, Kalifornien) war eine US-amerikanische Film- und Fernsehschauspielerin.

## Biografie
Janet Blair wurde am 23. April 1921 als Martha Jane Lafferty geboren. Ihr Künstlername Blair verweist auf ihren Geburtsort, der im Blair County, Pennsylvania, liegt. Sie begann ihre Karriere als Sängerin der Hal Kemp Band. Nach dem Tod des Bandleaders Hal Kemp, der 1941 bei einem Autounfall starb, wechselte sie zur Schauspielerei. Sie debütierte 1941 mit dem Film Three Girls About Town und erhielt in den folgenden Jahren viele Rollen als Leading Lady bei Columbia Pictures, wo sie einen Studiovertrag hatte. Zu den Höhepunkten der Filmkarriere der rothaarigen Schauspielerin zählen die Titelrolle in der Komödie Meine Schwester Ellen (1942) und ihr Auftritt als Partnerin von Cary Grant in Pinky und Curly (1944). Sowohl Columbia als auch sie selbst waren mit der Entwicklung ihrer Filmkarriere unzufrieden, sodass ihr Vertrag 1948 nicht verlängert wurde.
Blair arbeitete anschließend im Fernsehen und absolvierte einige Serienauftritte. 1950 nahm sie die Hauptrolle der Nellie Forbush in dem Musical South Pacific an, in dem sie bis 1952 über 1200 Auftritte hatte. Später sagte sie stolz über diese Zeit, „I never missed a performance“ („Ich habe keine Vorstellung versäumt“). Während dieses Engagements lernte sie ihren späteren Ehemann Nick Mayo kennen. Im Jahr 1957 stand sie in dem Film Public Pigeon No. 1 erstmals seit fast zehn Jahren wieder vor der Kinokamera. Nach einigen weiteren Filmauftritten, darunter der in Großbritannien gedrehte Hypno (1962), nahm sie Rollen in Fernsehserien wie The Outer Limits,  Love Boat und Fantasy Island an. In der kurzlebigen Familienserie The Smith Family war sie 1971 als Ehefrau von Henry Fondas Hauptfigur zu sehen. Ihr letzter Auftritt war 1991 in einer Folge von Mord ist ihr Hobby.
Janet Blair war zweimal verheiratet, in erster Ehe mit Lou Busch (1943, Scheidung 1950), in zweiter Ehe mit dem Produzenten Nick Mayo (1952, Scheidung 1971). Aus der Verbindung mit Mayo gingen zwei Kinder hervor, Amanda (* 1959) und Andrew (* 1961). Janet Blair starb am 19. Februar 2007 im St. John's Health Center in Santa Monica, Kalifornien.

## Filmografie (Auswahl)
- 1941: Three Girls About Town
- 1942: Meine Schwester Ellen (My Sister Eileen)
- 1942: Blondie Goes to College
- 1942: Two Yanks in Trinidad
- 1942: Broadway
- 1943: Something to Shout About
- 1944: Pinky und Curly (Once Upon a Time)
- 1945: Tonight and Every Night
- 1946: Gallant Journey
- 1947: Die legendären Dorseys (The Fabulous Dorseys)
- 1948: I Love Trouble
- 1948: Schwarze Pfeile (The Black Arrow)
- 1948: Dieser verrückte Mr. Johns! (The Fuller Brush Man)
- 1955: A Connecticut Yankee (Fernsehfilm)
- 1956–1957: Caesar’s Hour (Fernsehserie, 14 Folgen)
- 1957: Rindvieh Nr. 1 (Public Pigeon No. 1)
- 1960: Around the World with Nellie Bly (Fernsehfilm)
- 1962: Hypno (Night of the Eagle)
- 1962: Sexy! (Boys' Night Out)
- 1963: The Outer Limits (Fernsehserie, Folge Tourist Attraction)
- 1968: The One and Only, Genuine, Original Family Band
- 1970/1973: Dr. med. Marcus Welby (Fernsehserie, zwei Folgen)
- 1971–1972: The Smith Family (Fernsehserie, 39 Folgen)
- 1976: Won Ton Ton – der Hund, der Hollywood rettete (Won Ton Ton: The Dog Who Saved Hollywood)
- 1977: Die Zwei mit dem Dreh (Switch; Fernsehserie, Folge Go for Broke)
- 1980: Fantasy Island (Fernsehserie, Folge PlayGirl/Smith's Valhalla)
- 1982: Love Boat (Fernsehserie, Staffel 6 Folge 5)
- 1991: Mord ist ihr Hobby (Murder, She Wrote; Fernsehserie, Folge Who Killed J.B. Fletcher?)